# Wendi Knight
Wendi Knight (Fort Worth, Texas; 23 de abril de 1975) es una actriz pornográfica, directora y productora de cine X y modelo retirada estadounidense.

## Biografía
Wendi Knight, cuyo nombre de nacimiento es Wendy Renee Taylor nació en abril de 1975 en Fort Worth, al noreste del Estado de Texas. Comenzó a actuar en películas para adultos en 1997, siendo sus dos primeras películas Behind the Sphinc Door - Seymour Butts 31 y Seymore Butts Does Europe 1.
Como actriz, ganó tres años consecutivos (1999, 2000 y 2001) el premio a la Mejor escena de sexo en grupo de los Premios AVN. En 1999 por Tushy Heaven, que compartió con Sean Michaels, Alisha Klass, Samantha Stylle y Halli Aston; en el 2000 por Nothing to Hide 4 - Club Purgatory junto a Michael J. Cox, Brandon Iron y Pat Myne; y en 2001 por Les Vampyres, con Brandon Iron y Violet Luv.
En 2003, hizo su debut como director para la compañía Zero Tolerance con la primera entrega de la saga Grand Theft Anal, de las que dirigió hasta 9 películas. También ha dirigido las primeras entregas de Strip Tease Then Fuck y Wet Dreams Cum True, así como varias de sus secuelas.
Está casada con el fundador y presidente de la productora Zero Tolerance, Greg Alves.
Algunas de sus películas como actriz son Busty Bimbos 3, Butt Sluts 16, Exit Only, Lesbian Truth Or Dare 4, Naked City o Women on Top.
Se retiró como actriz en 2004, con un total de 106 películas; aunque se mantuvo en activo como directora y productora hasta 2009, dirigiendo 24 películas.

## Premios y nominaciones
| Año  | Ceremonia   | Resultado | Premio                        | Trabajo               |
| ---- | ----------- | --------- | ----------------------------- | --------------------- |
| 1999 | Premios AVN | Ganadora  | Mejor escena de sexo en grupo | Tushy Heaven          |
| 2000 | Premios AVN | Nominada  | Mejor escena de sexo anal     | Nothing To Hide 3 & 4 |
| 2000 | Premios AVN | Ganadora  | Mejor escena de sexo en grupo | Nothing To Hide 3 & 4 |
| 2001 | Premios AVN | Ganadora  | Mejor escena de sexo en grupo | Les Vampyres          |